# 漳州卫生职业学院

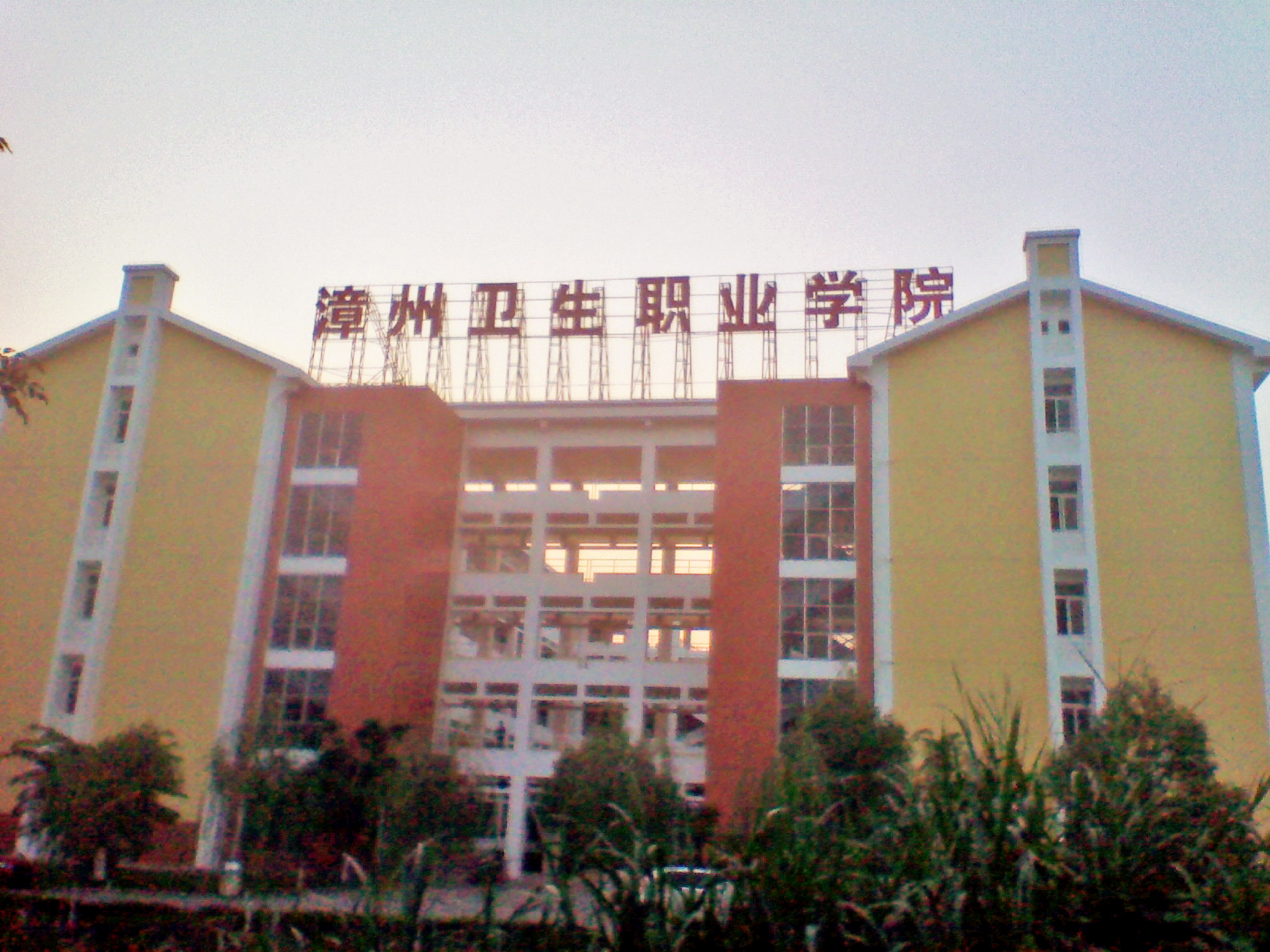
漳州卫生职业学院的一栋教学楼

漳州卫生职业学院是福建省漳州市芗城区的一所公办全日制专科公办省属普通高等职业学校，校址位于漳州市芗城区西洋坪路。该学院建有护理技能实训中心、药学实训中心、临床技能实训中心、基础医学实训中心、信息技术实训中心共五大实训中心，并拥有54家直属或非直属教学实习医院。

## 学院历史
该学院原是创办于1934年的福音医院护士学校，之后学校经改革发展，办学规模扩大，1985年更名为漳州卫生学校，于2004年12月8日福建省人民政府批准该学院升格为“漳州医学护理职业学院”。2007年2月3日，福建省人民政府同意其正式更名为“漳州卫生职业学院”。

## 学院设置
学院共设有四个系，分别为:
- 护理系
- 药学系
- 临床医学技术系
- 健康与保健系

并设有五个部，分别为:
- 基础医学部
- 公共基础部
- 信息技术部
- 成人教育部
- 思政教研部